# Капов пуч
Капов пуч - такође познат и као Кап-Литвицов пуч по својим вођама Волфгангу Капу и Валтеру фон Литвицу - је био пуч из марта 1920. чији је циљ било поништавање резултата Немачке револуције 1918-1919 , обарање Вајмарске републике и успостављање десничарске аутократске владе. Пуч су подржавали делови Рајхсвера (војске) и друге конзервативне, националистичке и монархистичке снаге.
Пуч се догодио у главном граду Берлину, а легитимна немачка влада је била приморана да напусти град. Међутим, пуч је пропао после неколико дана када је велики део немачког становништва прихватио позив легитимне владе да се придруже генералном штрајку и већина државних службеника одбила да сарађује са нелегитимном Каповом владом. Упркос неуспеху, пуч је имао значајне последице по будућност Вајмарске републике. Он је био узрок левичарског Рурског устанка, који је влада касније угушила уз помоћ војске, док је блаже поступала онима одговорним за пуч. Ови догађаји су поларизовали бирачко тело, што је довело до помака у већини после јунских избора за Рајхстаг.